# Kriegsverbrechergefängnis Fushun

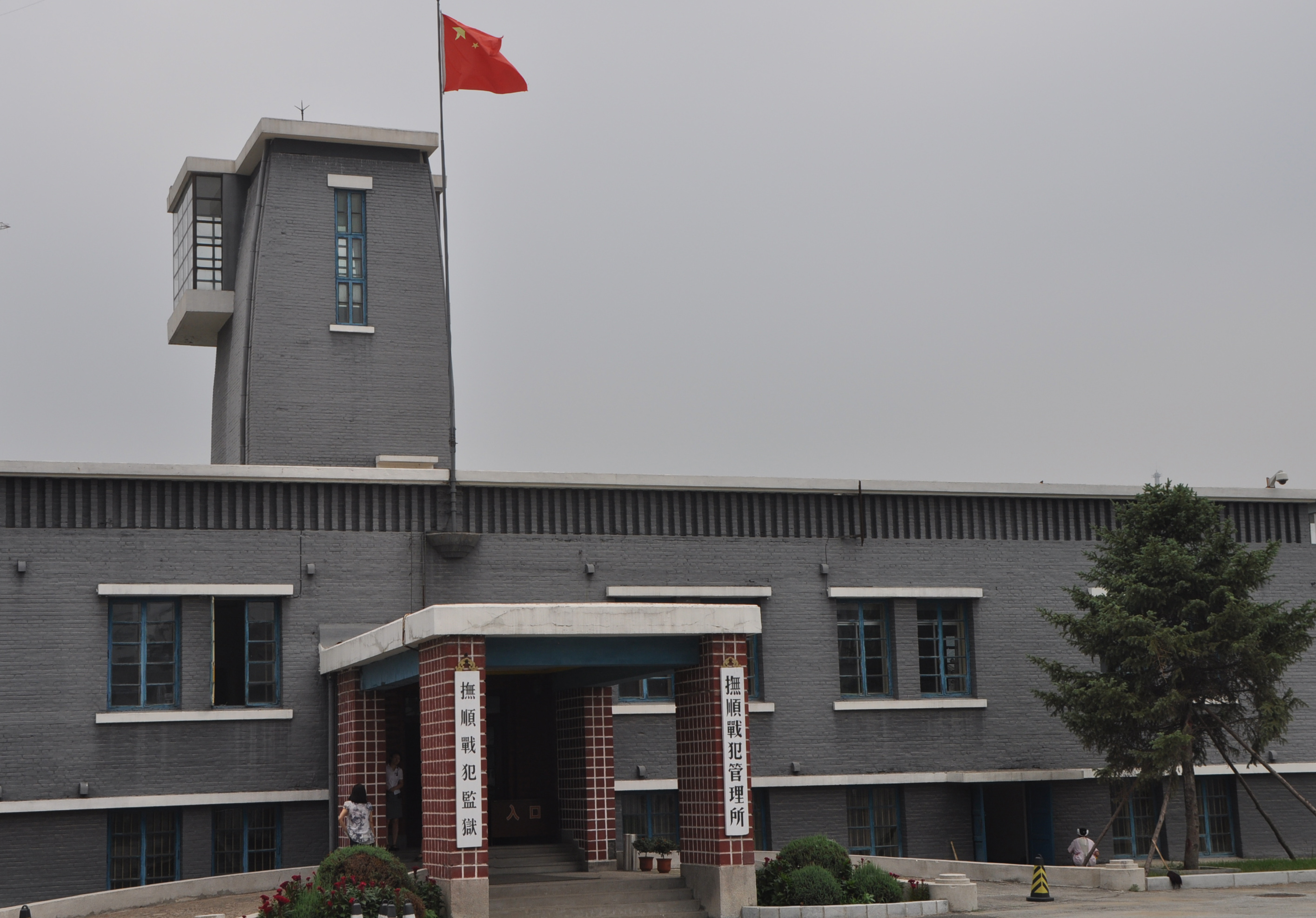
Kriegsverbrechergefängnis Fushun (2013)

Das Kriegsverbrechergefängnis Fushun (chinesisch 抚顺战犯管理所, Pinyin Fǔshùn zhànfàn guǎnlǐ suǒ, englisch Fushun War Criminals Management Center – „Kriegsverbrecher-Verwaltungszentrum in Fushun“) in der Stadt Fushun, heute Provinz Liaoning, Volksrepublik China, ist ein Gefängnis, in dem 1.300 Kriegsverbrecher aus Japan, des Mandschukuo-Marionettenregimes, darunter der abgedankte Kaiser Puyi, und Anhänger Chiang Kai-sheks ihre Strafen absaßen.
Das Gebäude hat eine bewegte Geschichte, dazu unter verschiedenen Namen.
Die ehemalige Stätte des Kriegsverbrecher-Verwaltungszentrums in Fushun (抚顺战犯管理所旧址,  Fushun zhanfu guanli suo jiuzhi) steht seit 2006 auf der Liste der Denkmäler der Volksrepublik China (6-920).